# Spilosoma casigneta
Spilosoma casigneta är en fjärilsart som beskrevs av Koll. 1884. Spilosoma casigneta ingår i släktet Spilosoma och familjen björnspinnare. Inga underarter finns listade i Catalogue of Life.